# Corrado Valentini
Corrado Valentini (Ancona, 1901 – Fronte greco-albanese, 2 dicembre 1940) è stato un militare italiano, decorato di Medaglia d'oro al valor militare alla memoria durante il corso della seconda guerra mondiale.

## Biografia
Nacque ad Ancona nel 1901, figlio di Emilio e Marianna Filippini. Dopo aver conseguito il diploma in fisico-matematica presso l'Istituto tecnico di Pesaro, nel 1919 prese parte all'impresa di Fiume al seguito di Gabriele D'Annunzio. Arruolatosi nel Regio Esercito, nel 1921 fu ammesso a frequentare, a Roma, il corso per allievi ufficiali di complemento, conseguendo la nomina a sottotenente d'artiglieria nell'agosto 1922, assegnato per il servizio di prima nomina al 9º Reggimento artiglieria pesante campale. Congedatosi nel luglio 1923, tre anni dopo fu richiamato in servizio attivo a domanda e assegnato al Regio corpo truppe coloniali della Tripolitania in forza alla 1ª Legione libica della Milizia Volontaria Sicurezza Nazionale. Rinunciato, successivamente, al grado di ufficiale, nel 1929 fu ammesso a frequentare la Regia Accademia di Fanteria e Cavalleria di Modena, uscendone nel 1930 con il grado di sottotenente in servizio permanente effettivo assegnato al 2º Reggimento artiglieria da campagna. Rientrato in Cirenaica nel settembre 1933, fu promosso tenente e vi prestò servizio fino al luglio 1939. Trasferito in Albania fu assegnato al 19º Reggimento artiglieria divisionale, e poi assunse il comando di una batteria da accompagnamento del 47º Reggimento fanteria della 23ª Divisione fanteria "Ferrara".
Promosso capitano il 1 gennaio 1940, si trovava in Albania all'atto dell'entrata in guerra del Regno d'Italia, avvenuta il 10 giugno dello stesso anno. Con l'inizio della campagna contro la Grecia si distinse sul fronte greco-albanese, e cadde in combattimento il 2 dicembre 1940. Per onorarne il coraggio fu decretata la concessione della Medaglia d'oro al valor militare alla memoria.

### Fonti
1. ↑  Gruppo Medaglie d'Oro al Valor Militare 1965, p. 479.
2. 1 2 3 4 5 6 7 8 9 10  Combattenti Liberazione.
3. ↑  Sito web del Quirinale: dettaglio decorato.
4. ↑  Registrato alla Corte dei conti lì 4 settembre 1941, registro 28 guerra, foglio 551.